# Степное (Шортандинский район)
Степное (каз. Степное, ранее — Жданово) — село в Шортандинском районе Акмолинской области Казахстана. Входит в состав Дамсинского сельского округа. Код КАТО — 116835600.

## География
Село расположено на берегу реки Дамса, в центральной части района, на расстоянии примерно 2 километра (по прямой) к югу от административного центра района — посёлка Шортанды, в 3 километрах к западу от административного центра сельского округа — села Дамса.
Абсолютная высота — 352 метров над уровнем моря.
Климат холодно-умеренный, с хорошей влажностью. Среднегодовая температура воздуха отрицательная и составляет около -3,6°С. Среднемесячная температура воздуха в июле достигает +19,8°С. Среднемесячная температура января составляет около -15,0С. Среднегодовое количество осадков составляет около 425 мм. Основная часть осадков выпадает в период с июня по август.
Ближайшие населённые пункты: посёлок Научный — на востоке, Шортанды — на севере, село Раевка — на западе.

## Население
В 1989 году население села составляло 1250 человек (из них русские — 64%).

В 1999 году население села составляло 1216 человек (579 мужчин и 637 женщин). По данным переписи 2009 года в селе проживал 1231 человек (609 мужчин и 622 женщины).
| Численность населения | Численность населения | Численность населения |
| 1989                  | 1999                  | 2009                  |
| --------------------- | --------------------- | --------------------- |
| 1250                  | ↘1216                 | ↗1231                 |

## Образование
В селе имеются средняя русско-казахская школа и дошкольный центр.

## Улицы[6]
- ул. Асар
- ул. Береке
- ул. Жасыл
- ул. Желтоксан
- ул. Жибек жолы
- ул. Жулдыз
- ул. Наурыз
- ул. Сарыарка
- ул. Ынтымак
- ул. Юрия Гагарина